# Franchise médicale
La franchise médicale, en vigueur en France au 1er janvier 2008, est une somme d'argent restant à la charge de l'assuré social dans le cas où un remboursement d'assurance-maladie est réalisé.

## Principe
Cette franchise est actuellement de 1 euro par boîte de médicaments, de 1 euro pour tous les actes paramédicaux et de 4 euros sur tous les transports sanitaires. Ceci s'ajoute aux autres déremboursements déjà en vigueur.
Elle est annuellement plafonnée à 50 euros par assuré. Il y a également un plafond journalier, seulement pour les actes paramédicaux (4 euros par jour maximum) et les transports sanitaires (8 euros par jour maximum), pas pour les médicaments.
Cette franchise n'est pas prise en charge par les assurances complémentaires santé.
Les fonds récoltés serviront à financer la lutte contre le cancer et contre la maladie d'Alzheimer ainsi que les soins palliatifs.

### Dispenses
Les familles modestes (PUMa et AME), les enfants de moins de 18 ans et les femmes enceintes (à partir du 6e mois de grossesse) en sont dispensés.

## Historique
Le 17 février 2024, il est annoncé dans le Journal Officiel que la franchise passe de 50 centimes à 1 euro à partir du 31 mars 2024.
Le 28 mars 2024, le détail de l'augmentation des franchises est annoncé sur ameli.fr : les principaux montants doublent par rapport aux précédents montants en vigueur, mais le plafond annuel de la franchise médicale n'est pas augmenté.